# Трафик по улица Кингс Роуд в Челси
„Трафик по улица Кингс Роуд в Челси“ (на английски: Traffic in King's Road, Chelsea) е британски документален късометражен ням филм от 1890 година, заснет от режисьора Уилям Фрийзи-Грийн. Кинолентата показва движението на трафика по улица Кингс Роуд в Челси, Лондон.